# 동부방면대
동부 방면대(일본어: 東部方面隊 도부호멘타이[*], 영어: JGSDF Eastern Army; EA)는 육상자위대의 방면대로, 간토 지방, 오가사와라 제도, 시즈오카현의 방위 경비 및 재해파견을 맡고 있다. 각각 1개 사단과 여단을 기초 병력으로 예하 부대로 배속하고 있고, 28개 주둔지와 3개 분둔지, 11개의 지방 협력 본부를 두고 있다.

## 편성

동부방면대의 구조

- 동부방면총감부
- 제1사단
- 제12여단
- 제1시설단
- 제2고사특사군
- 동부방면특과연대
- 동부방면혼성단
- 동부방면시스템통신군
- 동부방면 항공대
- 동부방면 후방지원대
- 동부방면 회계대
- 동부방면 위생대
- 동부방면 지휘소훈련지원대
- 동부방면 정보처리대
- 동부방면 음악대
- 간토 보급처